# Kennis-Zwillinge

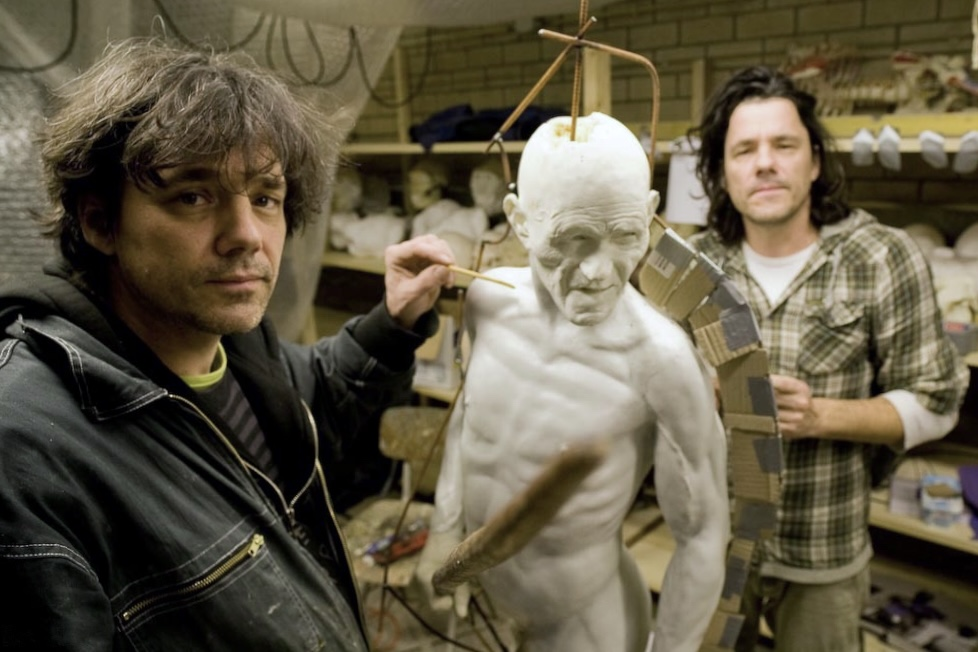
Die Kennis-Zwillinge mit einer Rekonstruktion von Ötzi, 2011.

Die Kennis-Zwillinge Adrie und Alfons sind zwei niederländische Künstler, die führend in der Paläontologie-Rekonstruktion von Menschenknochen sind. Ihre Exponate stehen in zahlreichen europäischen Museen, z. B. ein Dutzend im Neanderthal-Museum in Mettmann.

## Werdegang
Beide der heute in Arnhem lebenden Brüder machten eine Ausbildung als Kunstlehrer, fanden aber keine Anstellung. Nachdem sie die Illustrationen zu dem Buch De Oermens (Der Urmensch) geschaffen hatten, durften sie Bilder für das National Geographic entwerfen. Danach kamen Anfragen von Museen, wodurch auch plastische Arbeiten entstanden. Inzwischen stehen Modelle von ihnen von Aarhus bis Gibraltar in Museen. Durch intensive ethnische und anatomische Studien schufen die Brüder differenzierte Modelle von Urmenschen, die sich außerdem durch Mimik und Körperhaltung vom Mainstream abhoben. Neben der Nacktheit der Urmenschenmodelle störten sich manche Museen dann auch an der zur Lebensweise passenden angebrachten „Verletzungen“.

## Werke

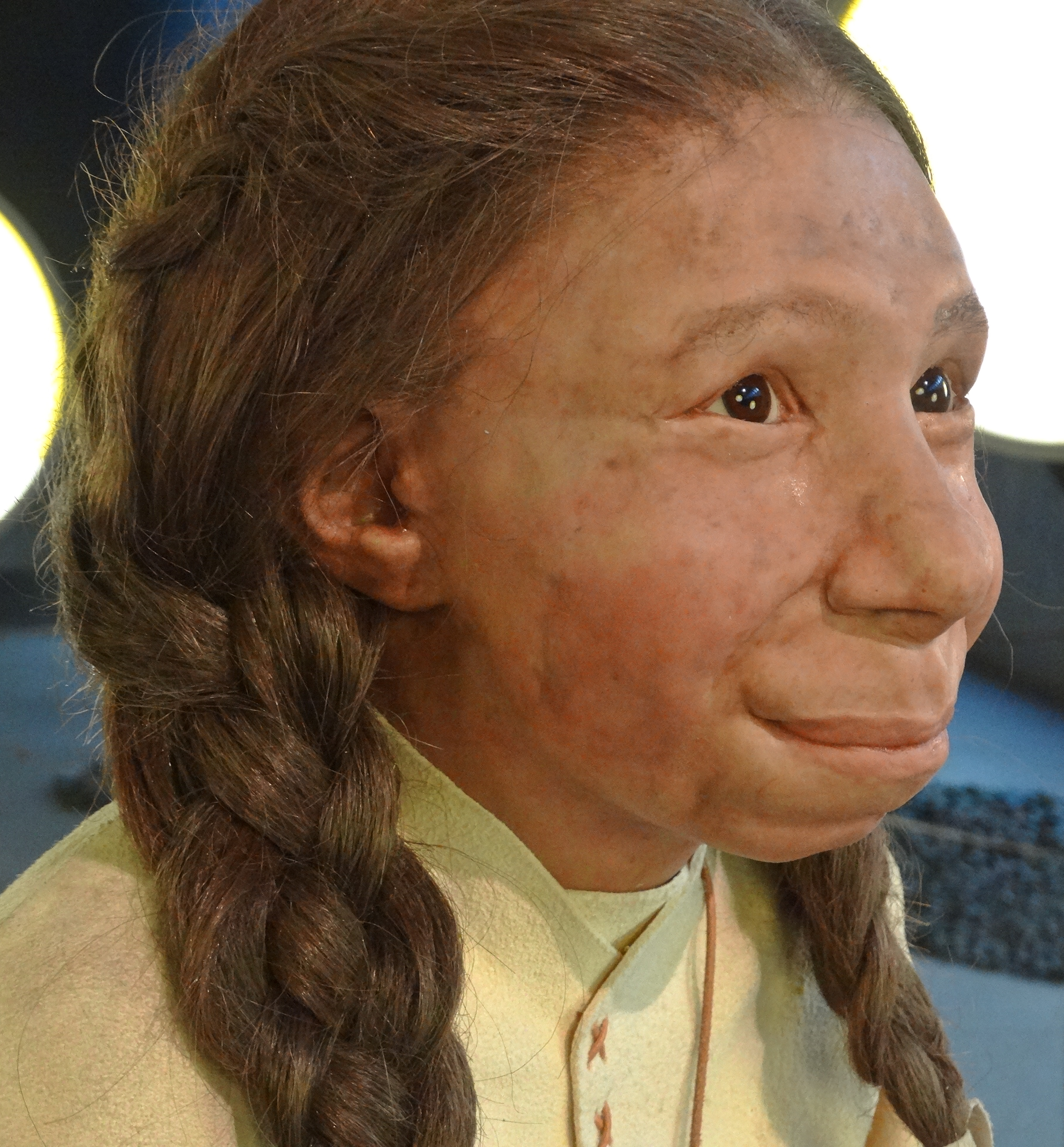
Rekonstruktionsversuch des Neandertaler-Mädchens aus La Quina, im Neanderthal-Museum

Auswahl von Rekonstruktionen und Rekonstruktionsversuchen der Kennis-Brüder:
- Tollund-Mann
- Krijn
- Cheddar Man

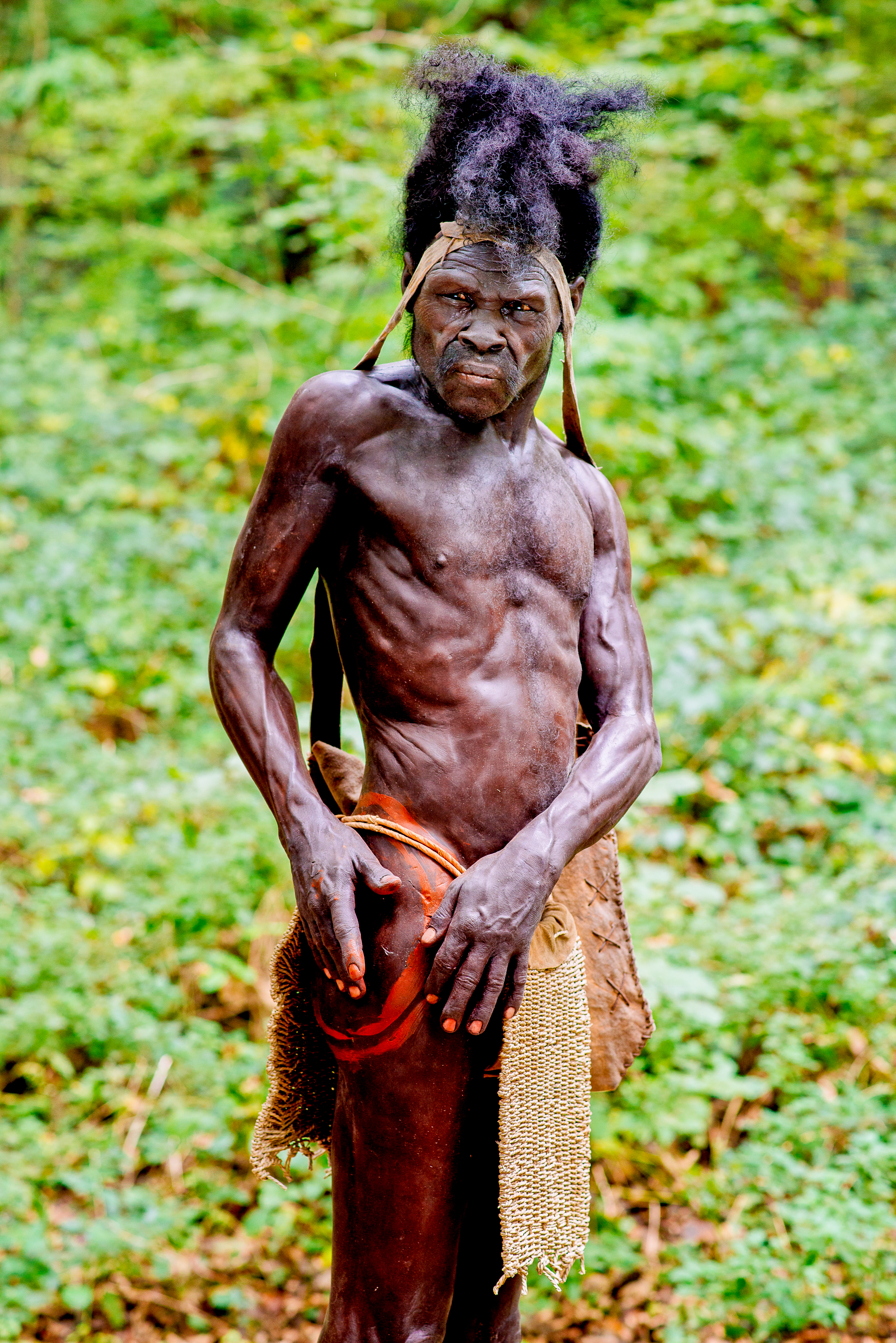
Mann von Peștera cu Oase
- Altamura-Mann
- Neandertalermädchen aus La Quina
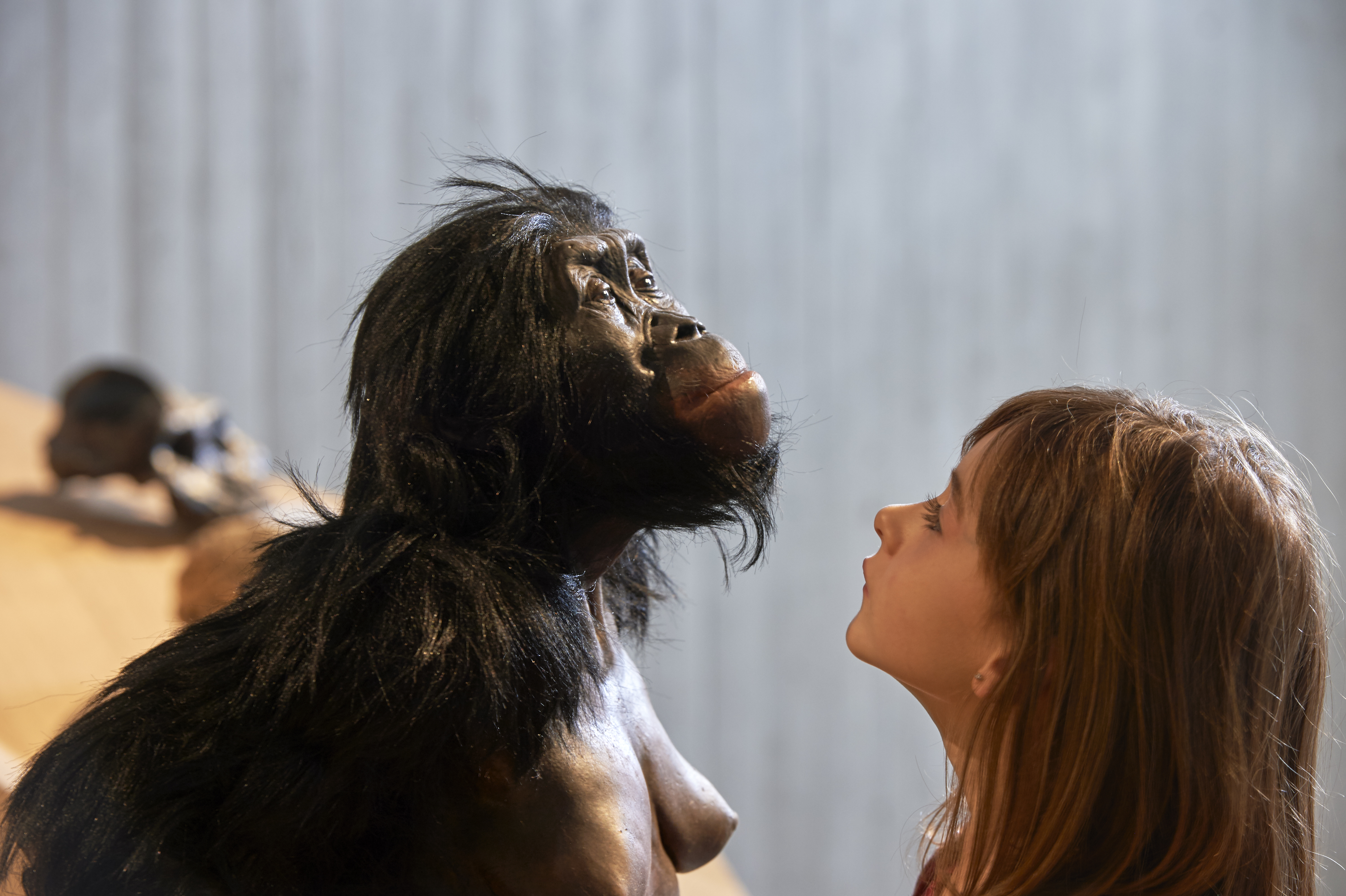
Lucy
- Nariokotome-Junge (Turkana Boy)
- Mann von Djebel Irhoud
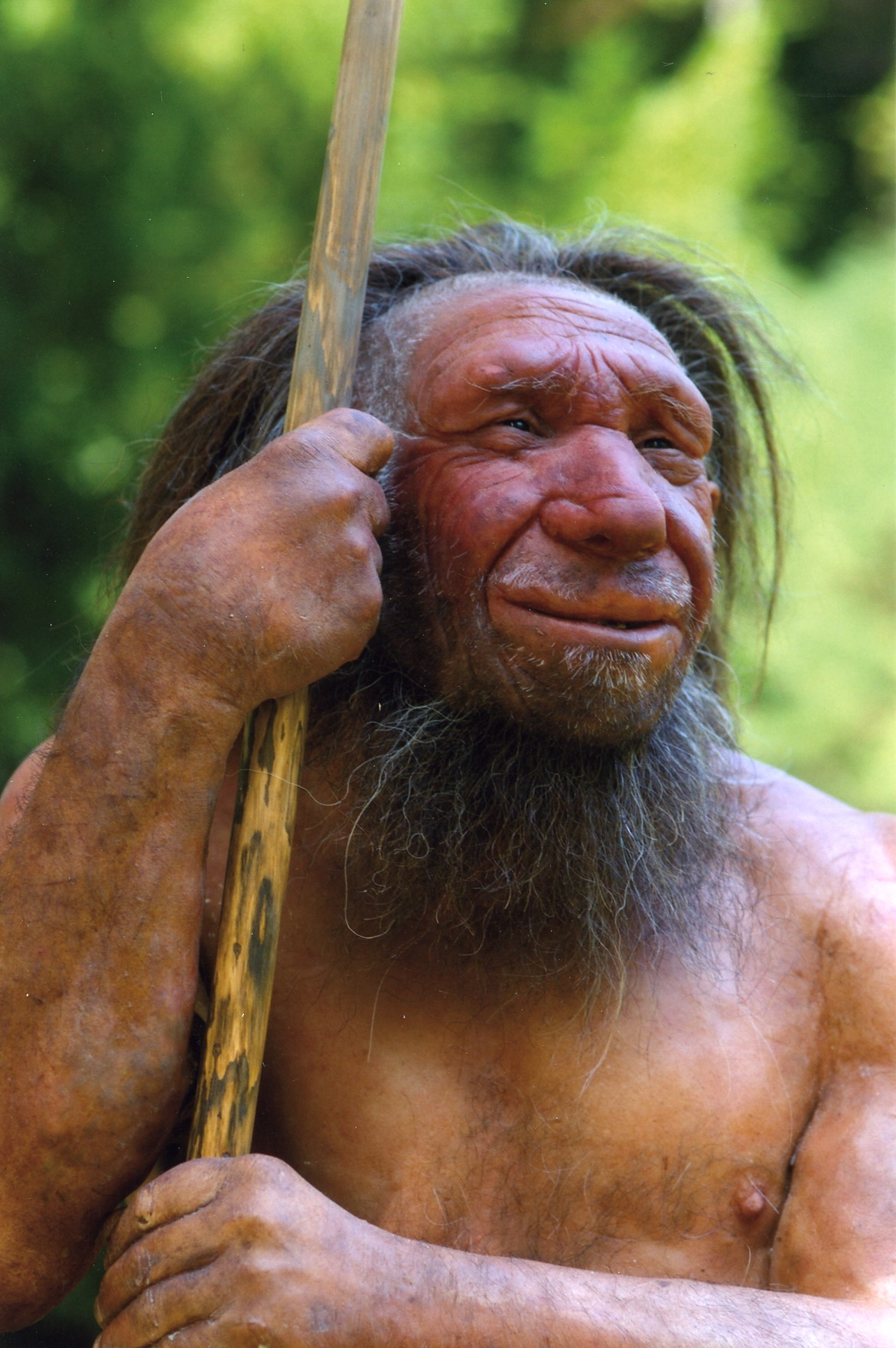
Homo neanderthalensis Neandertal 1 (Feldhofer 1)
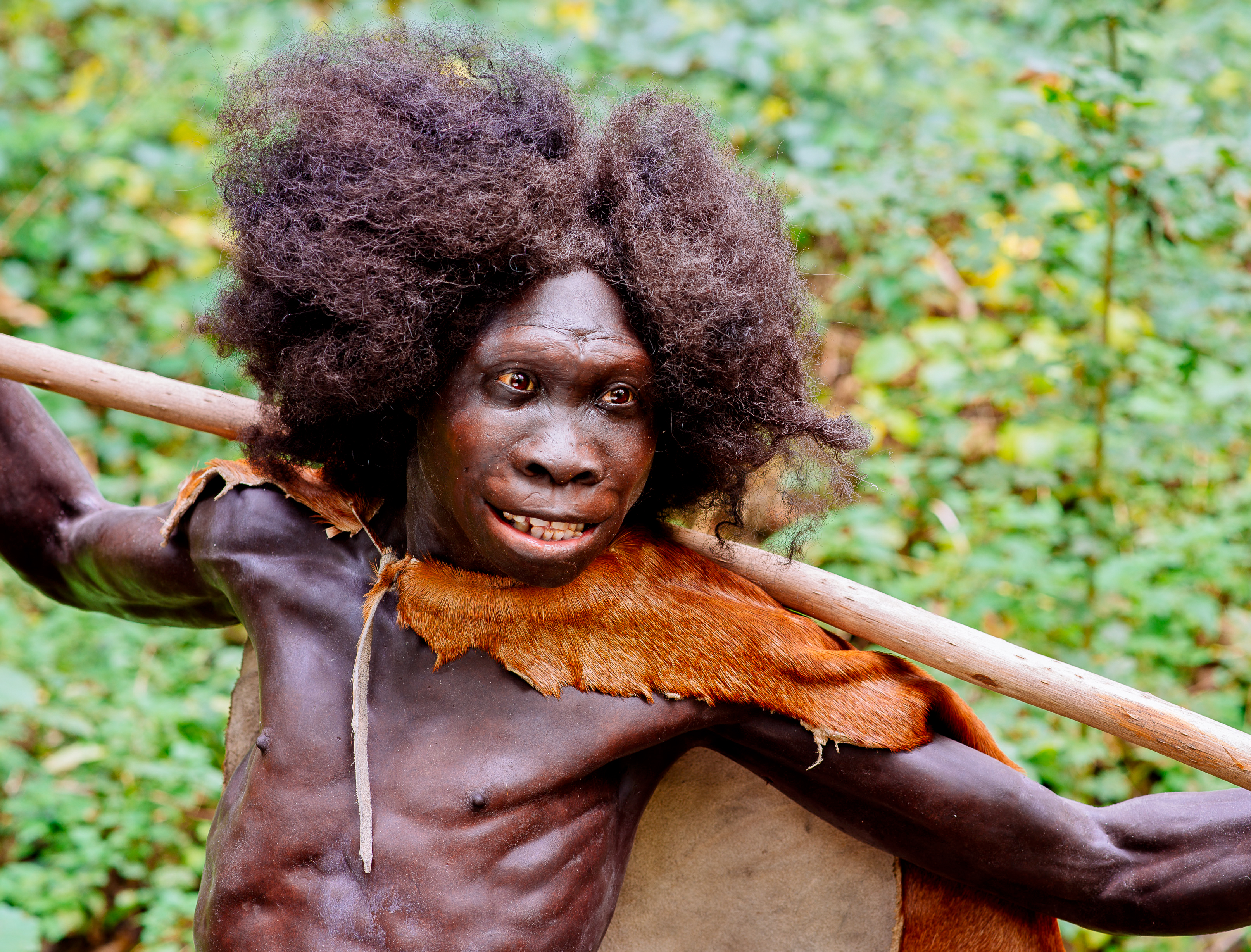
Nariokotome-Junge (Turkana Boy)
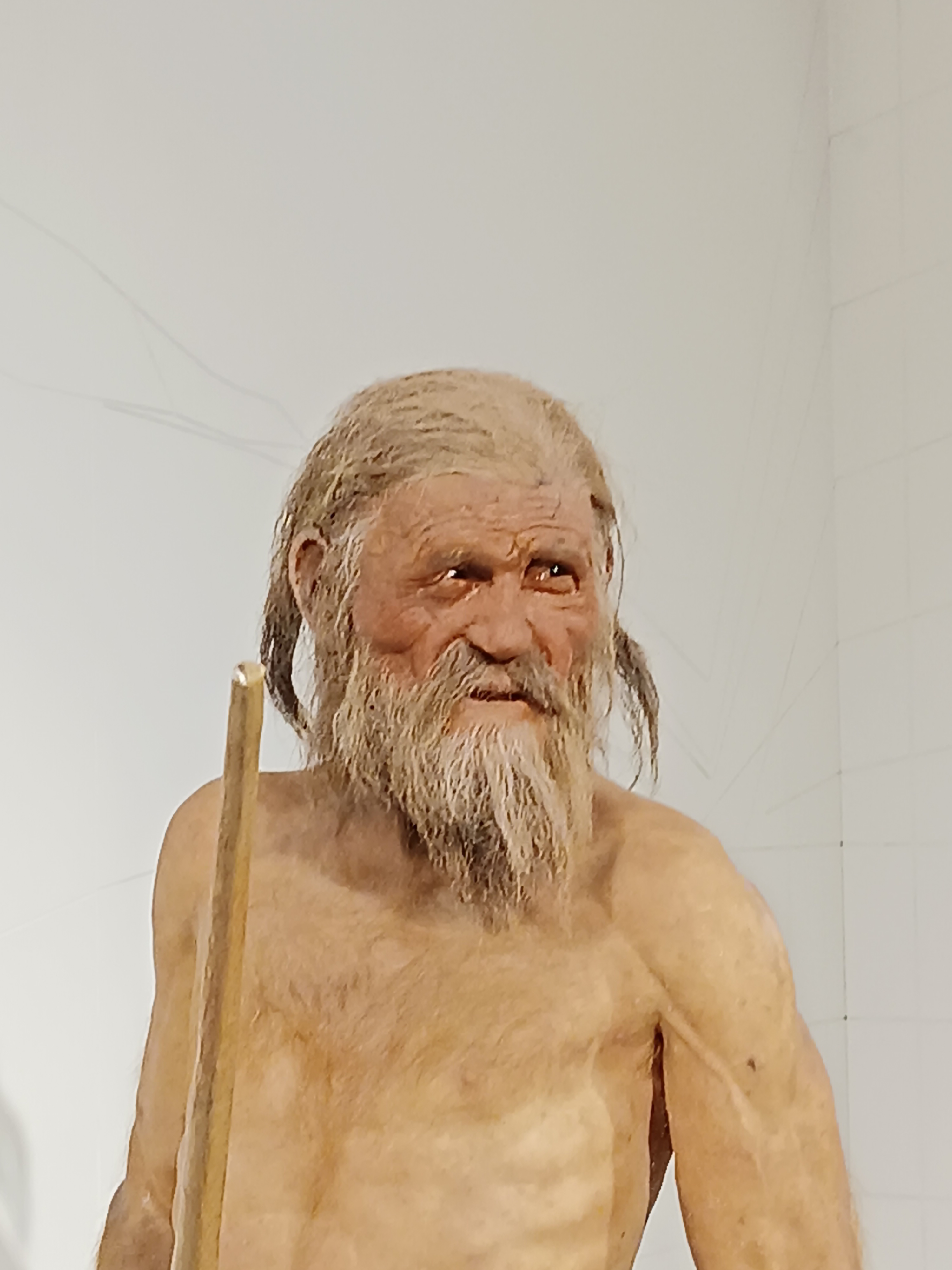
Ötzi
- DIK 1-1

- Mann von Djebel Irhoud
- Lucy
- Neandertal 1 (Feldhofer 1)
- Nariokotome-Junge (Turkana Boy)
- Ötzi